# Nesobasis leveri
Nesobasis leveri är en trollsländeart som beskrevs av Douglas E. Kimmins 1943. Nesobasis leveri ingår i släktet Nesobasis och familjen dammflicksländor. Inga underarter finns listade i Catalogue of Life.